# ASP.NET MVC
ASP.NET MVC – platforma aplikacyjna do budowy aplikacji internetowych opartych na wzorcu Model-View-Controller (MVC) oparta na technologii ASP.NET.
Do najważniejszych cech platformy aplikacyjnej ASP.NET MVC należy:
- Wykorzystanie silnika ASP.NET pozwalającego na wykorzystanie wielu komponentów infrastrukturalnych oferowanych przez tę platformę, takich jak mechanizmy zarządzania stanem aplikacji, mechanizmy uwierzytelniania i autoryzacji, profile, cache, health monitoring itd.
- Model programistyczny (API) platformy jest mocno oparty na interfejsach, pozwalając na łatwą rozbudowę, dorabianie i testowanie poszczególnych komponentów (obejmuje to również wsparcie dla podejścia TDD).
- Elastyczny mechanizm mapowania adresów Uniform Resource Locator pozwalający na łatwą budowę aplikacji według wzorca Representational State Transfer (REST), wykorzystujących czytelną dla użytkowników strukturę adresów URL. Mechanizm ten jest również bardziej przyjazny silnikom wyszukiwarek internetowych Search Optimization Engine (SEO).

Implementacja platformy aplikacyjnej ASP.NET MVC powstaje przy sporym współudziale społeczności i dystrybuowana jest na licencji Apache License.

## Historia wersji
| Data wydania         | Wersja                          |
| -------------------- | ------------------------------- |
| 10 grudnia 2007      | ASP.NET MVC CTP                 |
| 13 marca 2009        | ASP.NET MVC 1.0                 |
| 16 grudnia 2009      | ASP.NET MVC 2 RC                |
| 4 lutego 2010        | ASP.NET MVC 2 RC 2              |
| 10 marca 2010        | ASP.NET MVC 2                   |
| 6 października 2010  | ASP.NET MVC 3 Beta              |
| 9 listopada 2010     | ASP.NET MVC 3 RC                |
| 10 grudnia 2010      | ASP.NET MVC 3 RC 2              |
| 13 stycznia 2011     | ASP.NET MVC 3                   |
| 20 września 2011     | ASP.NET MVC 4 Developer Preview |
| 15 lutego 2012       | ASP.NET MVC 4 Beta              |
| 31 maja 2012         | ASP.NET MVC 4 RC                |
| 15 sierpnia 2012     | ASP.NET MVC 4                   |
| 30 maja 2013         | ASP.NET MVC 4 4.0.30506.0       |
| 26 czerwca 2013      | ASP.NET MVC 5 Preview           |
| 23 sierpnia 2013     | ASP.NET MVC 5 RC 1              |
| 17 października 2013 | ASP.NET MVC 5                   |
| 17 stycznia 2014     | ASP.NET MVC 5.1                 |
| 10 lutego 2014       | ASP.NET MVC 5.1.1               |
| 4 kwietnia 2014      | ASP.NET MVC 5.1.2               |
| 22 czerwca 2014      | ASP.NET MVC 5.1.3               |
| 1 lipca 2014         | ASP.NET MVC 5.2.0               |
| 28 sierpnia 2014     | ASP.NET MVC 5.2.2               |
| 9 stycznia 2015      | ASP.NET MVC 5.2.3               |
| 6 listopada 2014     | ASP.NET MVC 6.0.0-beta1         |
| 18 listopada 2015    | ASP.NET MVC 6.0.0-rc1           |
| 17 maja 2016         | ASP.NET Core MVC 1.0.0-rc2      |
| 12 sierpnia 2016     | ASP.NET Core MVC 1.0.0          |
| 17 sierpnia 2016     | ASP.NET Core MVC 1.0.1          |
| 17 listopada 2016    | ASP.NET Core MVC 1.0.2          |
| 18 listopada 2016    | ASP.NET Core MVC 1.1.0          |
| 14 sierpnia 2017     | ASP.NET Core MVC 2.0.0          |

## Silniki widoku
Silnikiem dostępnym na platformie ASP.NET MVC jest Razor.